# Балькарсе (город)
Балька́рсе (исп. Balcarce), также Сан-Хосе-де-Балькарсе (исп. San José de Balcarce) — город в Аргентине в провинции Буэнос-Айрес. Административный центр муниципалитета Балькарсе.

## История
Поселение было основано 22 июня 1876 года по инициативе предпринимателя Хосе де Ла Куадры. В 1884 году в нём уже были отделения телеграфа и банка, в 1886 году — построена церковь, а в 1892 году в эти места пришла железная дорога.
15 сентября 1949 года поселение получило статус города.

## Знаменитые жители
- Хуан Мануэль Фанхио (1911—1995) — автогонщик, легендарный пилот Формулы-1, первый и единственный аргентинский чемпион мира.